# Andżelika Możdżanowska
Andżelika Możdżanowska é uma política polaca que actualmente actua como deputada ao Parlamento Europeu pelo partido político Lei e Justiça.